# Ишхан Нигохосян
Ишхан Нигохосян (Шани) е художник, роден на 8 май 1950 г. в гр.София. Творбите му са предимно в сферата на живописатирата (сатиричната живопис), графиката и карикатурата. Печели награди от различни конкурси в Канада, Турция, Германия и България. През юли 2004 г., в изложбата „Живопис-Сатира“, организирана от СБХ, Ишхан Нигохосян получава Първа награда за кинетичната творба „Лудата картина“, която създава съвместно с Емил Лазаров.
Първата му самостоятелна изложба е през 1981 г. Има множество участия в изложби в България и чужбина. Негови творби са собственост на редица частни колекционери от САЩ, Германия, Канада, Белгия, Франция, Испания и Швейцария. Редовен участник в изложби и пленери на тема „Живописатира“ в София, Габрово и Горна Оряховица.
Той е включен в арт-проекта „Българските автори“. Една от последните му изложби е през 2011 г. в галерия „Пунто Арт Базар“ и е посветена на най-постоянната тема в творчеството му – „Дон Кихот и Санчо Панса“.